# La Manche (région d'Espagne)
Ne doit pas être confondu avec Castille-La Manche.
La Manche (en espagnol : La Mancha) est une région naturelle et historique située dans le centre de l'Espagne, au sud de Madrid, sur un plateau élevé (610 mètres), aride mais fertile. 
Cette région s'étend entre les monts de Tolède et les contreforts ouest de la serranía de Cuenca. Elle est délimitée au sud par la sierra Morena et au nord par la région de La Alcarria. 
Elle comprend des parties des provinces actuelles de Cuenca, Tolède, Albacete et Ciudad Real.
La Manche historique constitue la partie Sud de la communauté autonome de Castille-La Manche dont elle forme la plus grande partie.

## Climat
Le climat est méditerranéen, avec de fortes fluctuations.

## Agriculture
La Manche est de longue date une zone agricole importante, quoique limitée par la rudesse du  climat. 
La viticulture domine autour de Tomelloso, Socuéllamos,  Valdepeñas et Manzanares dans la province de Ciudad Real et Villarrobledo dans la province d'Albacete. 
Les autres cultures incluent les céréales (d'où les fameux moulins à vent), blé, orge, avoine, et l'olive et le safran. 
On y élève des moutons, source du fromage Manchego, et des chèvres dont la chèvre Mancha.

## Conservation de la nature
La Manche inclut deux parcs nationaux, le parc national des Tablas de Daimiel et le parc national de Cabañeros.
On y trouve aussi le parc naturel des lacs de Ruidera.

## La Manche de Cervantes
Miguel de Cervantes a donné à la Manche et à ses moulins à vent un renom international par son roman Don Quichotte de la Manche. 
Le titre inclut un jeu de mots : le mot espagnol mancha signifie aussi "tache", "souillure", sens antinomique avec le souci de dignité du chevalier errant. 
Le début des aventures de Don Quichotte est situé à Campo de Montiel. La célèbre grotte de Montésinos, qui joue un rôle essentiel dans le roman de Cervantès, est aujourd'hui comprise dans le parc naturel des lacs de Ruidera.
La Manche a servi de cadre à plusieurs versions filmées du roman  mais pas à deux des versions les plus connues : le film russe de 1957, filmé en Crimée, et la version appelée L'Homme de la Mancha , filmée en Italie. La version de G.W. Pabst de 1933 a été filmée dans les Alpes-de-Haute-Provence.

### Sources
- (en) Cet article est partiellement ou en totalité issu de l’article de Wikipédia en anglais intitulé « La Mancha » (voir la liste des auteurs).